# Alejandro Sigüenza
Alejandro Sigüenza, all'anagrafe Alejandro Sánchez Sigüenza (Orihuela, 29 luglio 1974), è un attore spagnolo, noto per aver interpretato il ruolo di Nicolás Ortuño Martínez nella soap Il segreto e per quello di Fidel Soria nella soap Una vita.

## Biografia
Alejandro Sigüenza è nato il 29 luglio 1974 a Orihuela, in provincia di Alicante, nella comunità di Valencia (Spagna), fin da piccolo ha mostrato un'inclinazione per la recitazione.

## Carriera
Alejandro Sigüenza ha studiato recitazione presso la scuola superiore d'arte drammatica di Murcia. Ha lavorato in serie televisive come Al salir de clase, Compañeros, Hospital Central, Amare per sempre e Velvet. Dal 2013 al 2018 è stato nel cast fisso della soap opera Il segreto nel ruolo di Nicolas Ortuño Martínez, marito di Mariana Castañeda (interpretata da Carlota Baró).
Nel 2018 ha interpretato il ruolo di David nella serie La otra mirada.
Nel 2021 ha interpretato il ruolo di Fidel Soria nella soap opera Una vita. Nello stesso anno ha interpretato il ruolo di Iván nella serie Besos al aire.

## Filmografia

### Cinema
- El palo, regia di Eva Lesmes (2001)
- Larga espera, regia di Yuke Ward (2009)

### Televisione
- Al salir de clase – serie TV, 1 episodio (1999)
- El comisario – serie TV (1999, 2005)
- Compañeros – serie TV, 46 episodi (2000-2002)
- Arrayán – serie TV (2001)
- Diez en Ibiza – serie TV (2004)
- Hospital Central – serie TV (2004)
- Amare per sempre (Amar en tiempos revueltos) – soap opera, 3 episodi (2010)
- Ángel o demonio – serie TV (2011)
- Il segreto (El secreto de Puente Viejo) – soap opera, 977 episodi (2013-2018)
- Velvet – serie TV, 1 episodio (2014)
- La otra mirada – serie TV, 6 episodi (2018)
- Una vita (Acacias 38) – soap opera, 65 episodi (2021)
- Besos al aire – serie TV, 2 episodi (2021)

## Teatro
- El enfermo imaginario di Molière, diretto da Josep María Flotats
- La Dama Boba, diretto da Alfredo Sanzol
- Los empeños de una casa, diretto da Pepa Gamboa e Yayo Cáceres
- Sueño de una Noche de Verano di William Shakespeare, diretto da Darío Facal
- Farsas y Églogas di Lucas Fernández, diretto da Ana Zamora
- La Sibila Casandra di Gil Vicente, diretto da Ana Zamora
- La Comedia de los Errores di William Shakespeare, diretto da J.P. Campoy
- Auto de los Reyes Magos, diretto da Ana Zamora
- So Happy Together di VV.AA., diretto da José Bornás
- Misterio del Cristo de los Gascones, diretto da Ana Zamora
- Tito Andrónico di William Shakespeare, diretto da José Bornás
- Bang-Bang, diretto da M. Gervasonni
- La Celestina, diretto da Robert Lapage (2005)
- Fobos di Jesús Laíz, diretto da José Bornás
- 4.48 Psicosis di Sarah Kane, diretto da Guillermo Heras
- Ayer y Hoy, diretto da José Bornás

## Doppiatori italiani
Nelle versioni in italiano dei suoi film e delle sue serie TV, Alejandro Sigüenza è stato doppiato da:
- Massimiliano Plinio[3] ne Il segreto[4]
- Luca Bottale[5] in Una vita[6]